# Danh sách đô thị tại California

Vị trí của California ở Hoa Kỳ

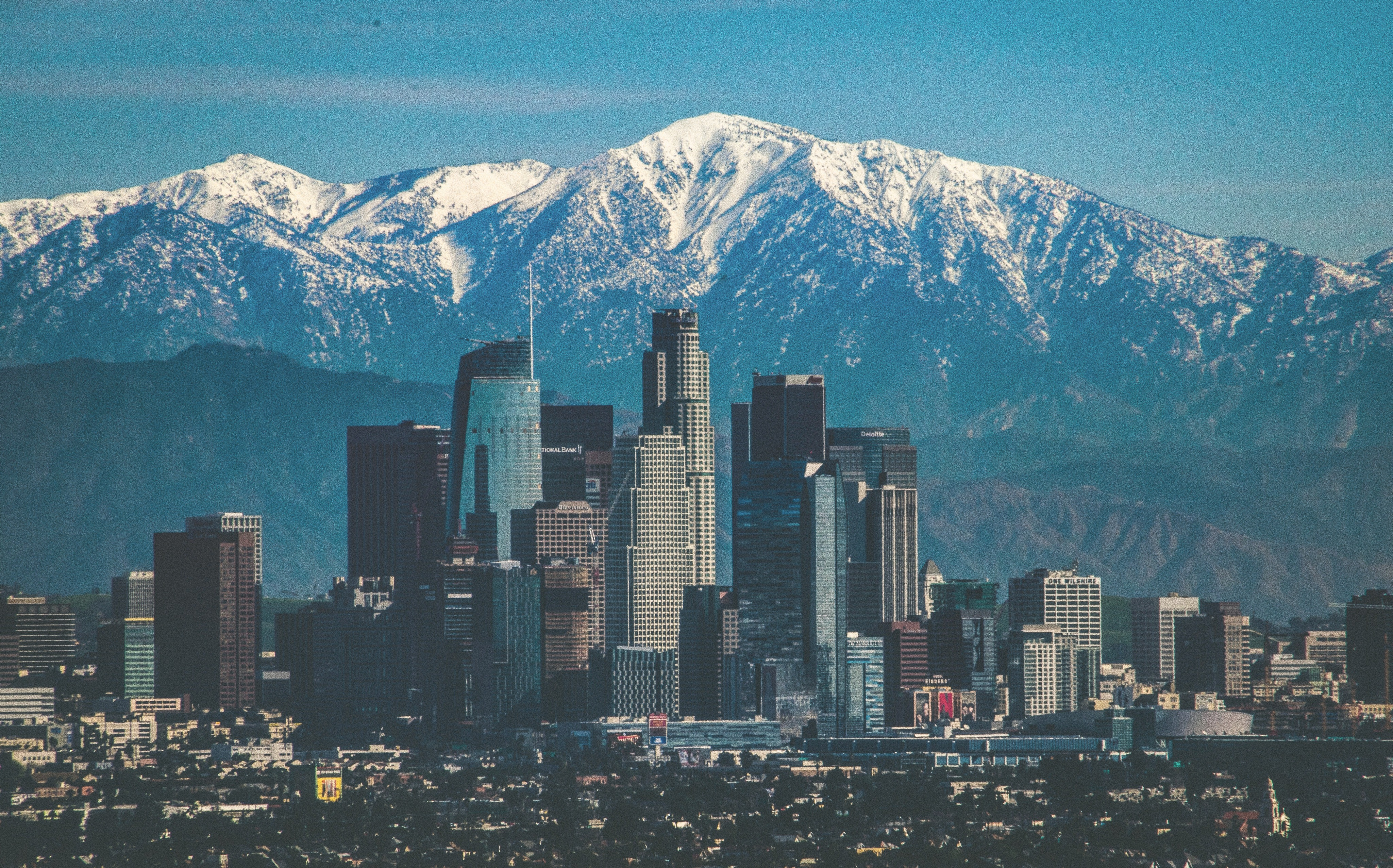
Trung tâm Los Angeles

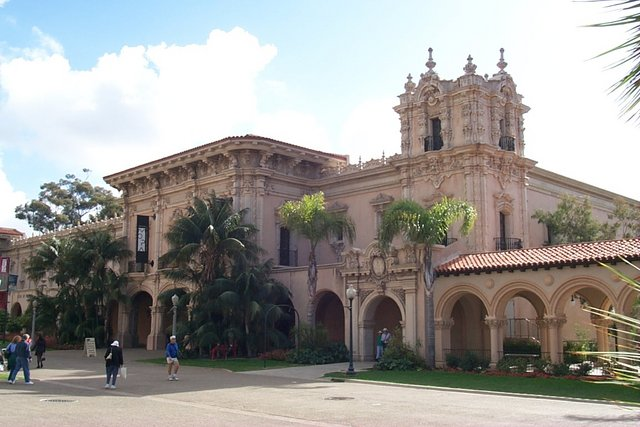
Balboa Park ở San Diego

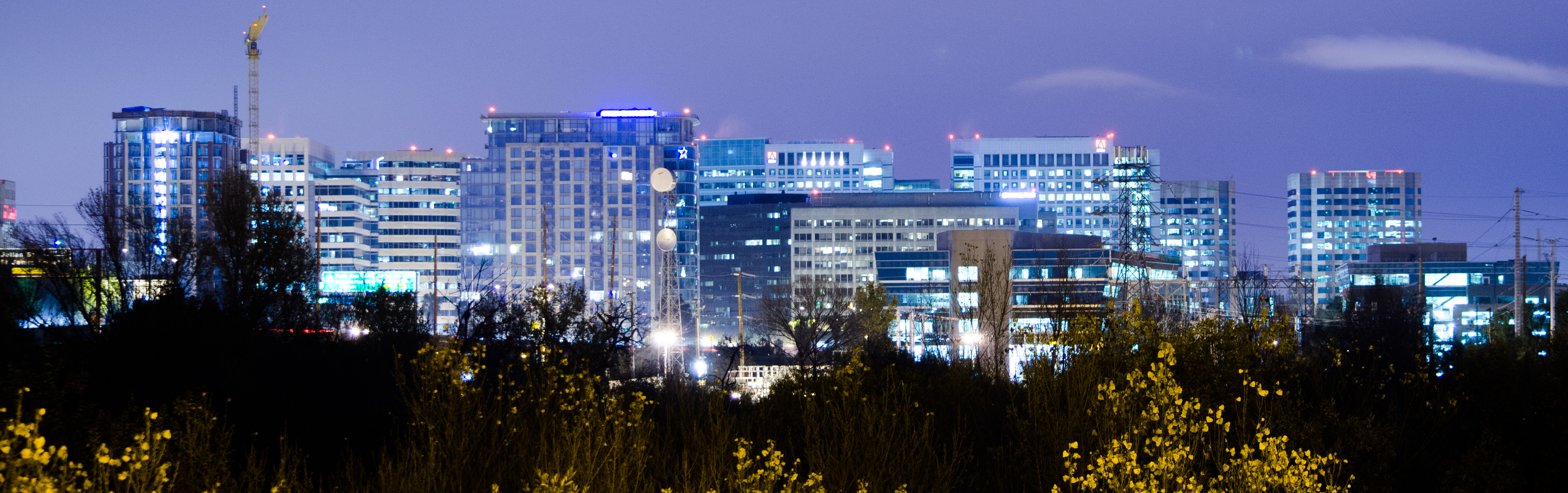
Trung tâm San Jose

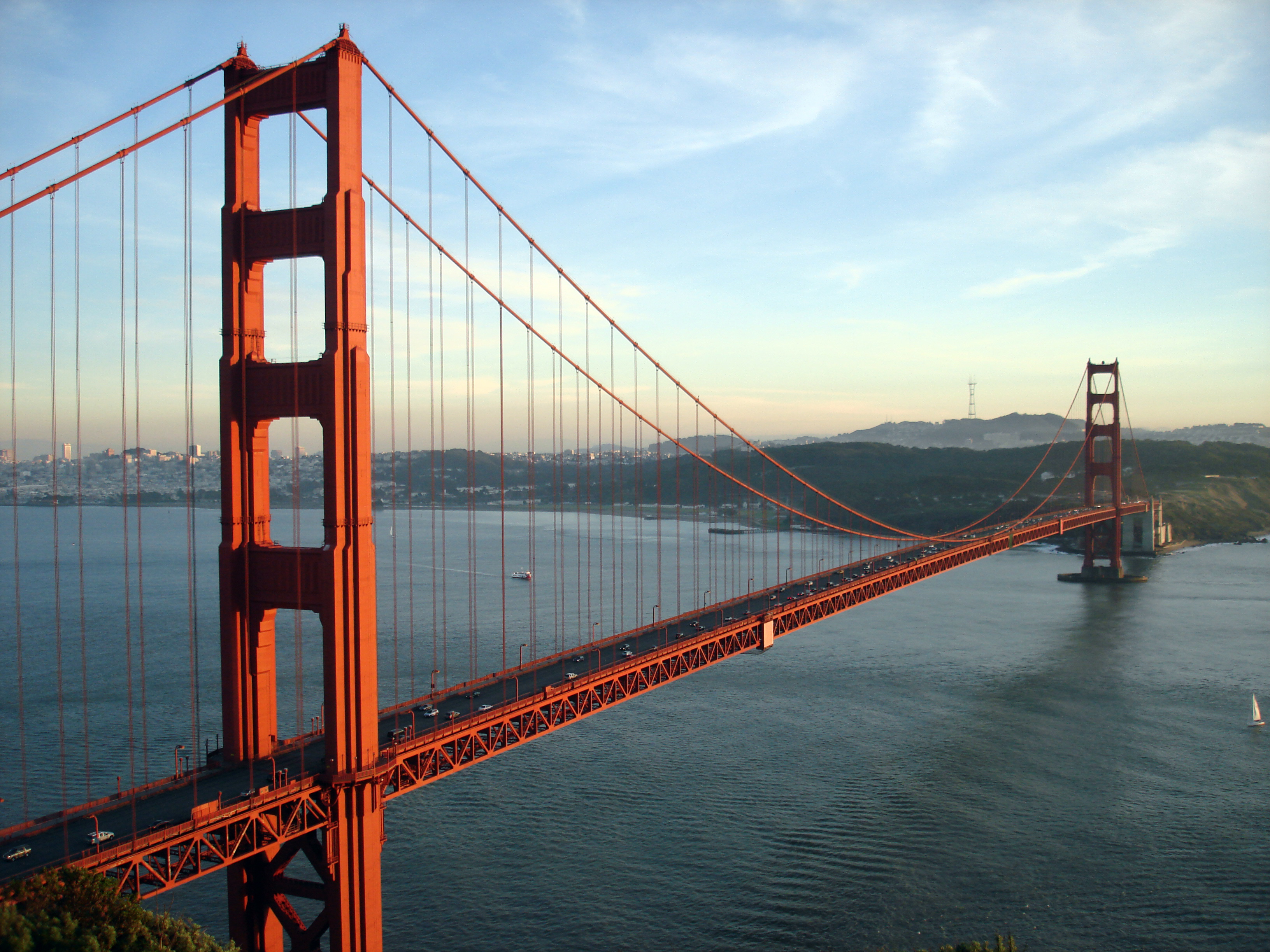
Cầu Golden Gate ở San Francisco

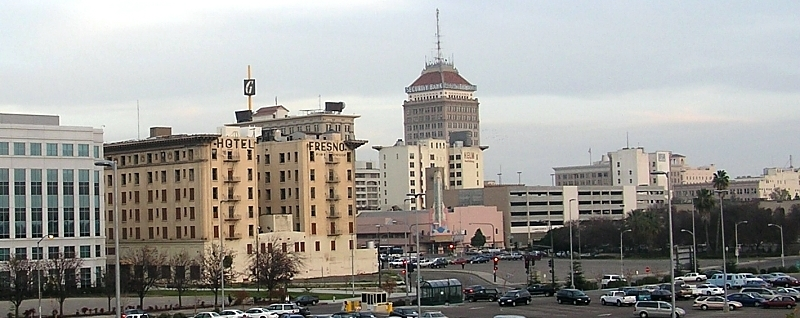
Trung tâm Fresno

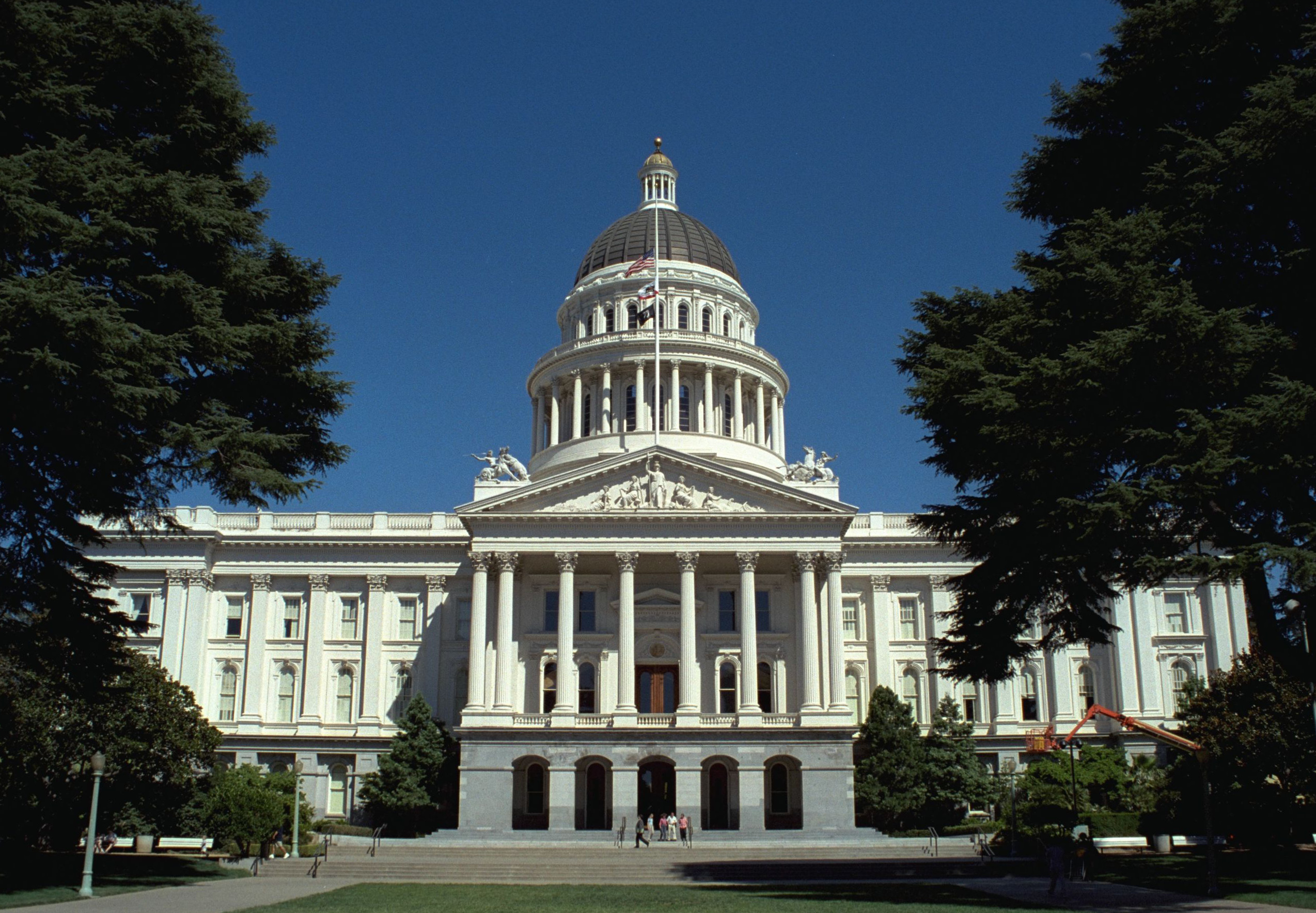
California State Capitol ở Sacramento

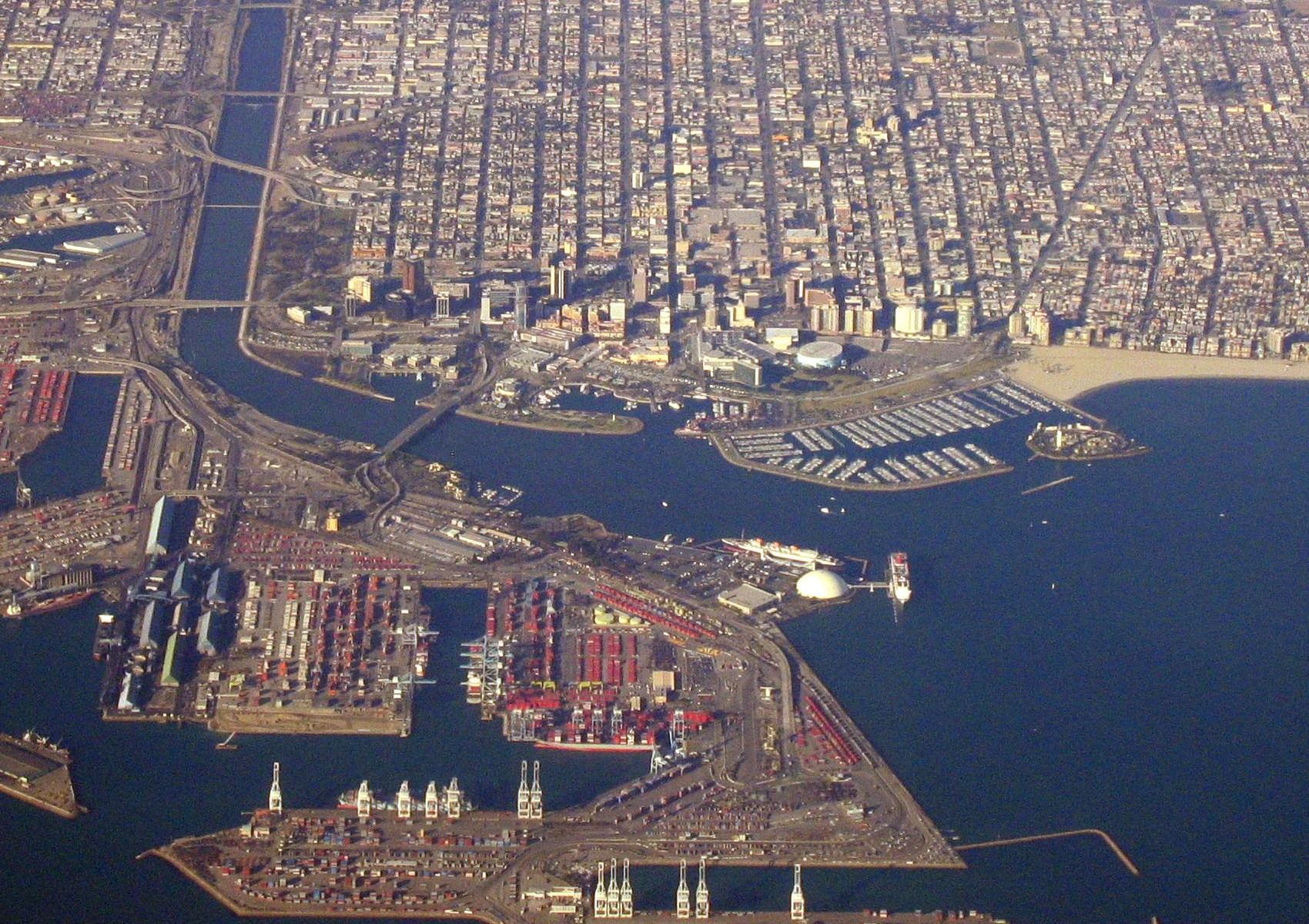
Cảnh Port of Long Beach nhìn từ trên cao

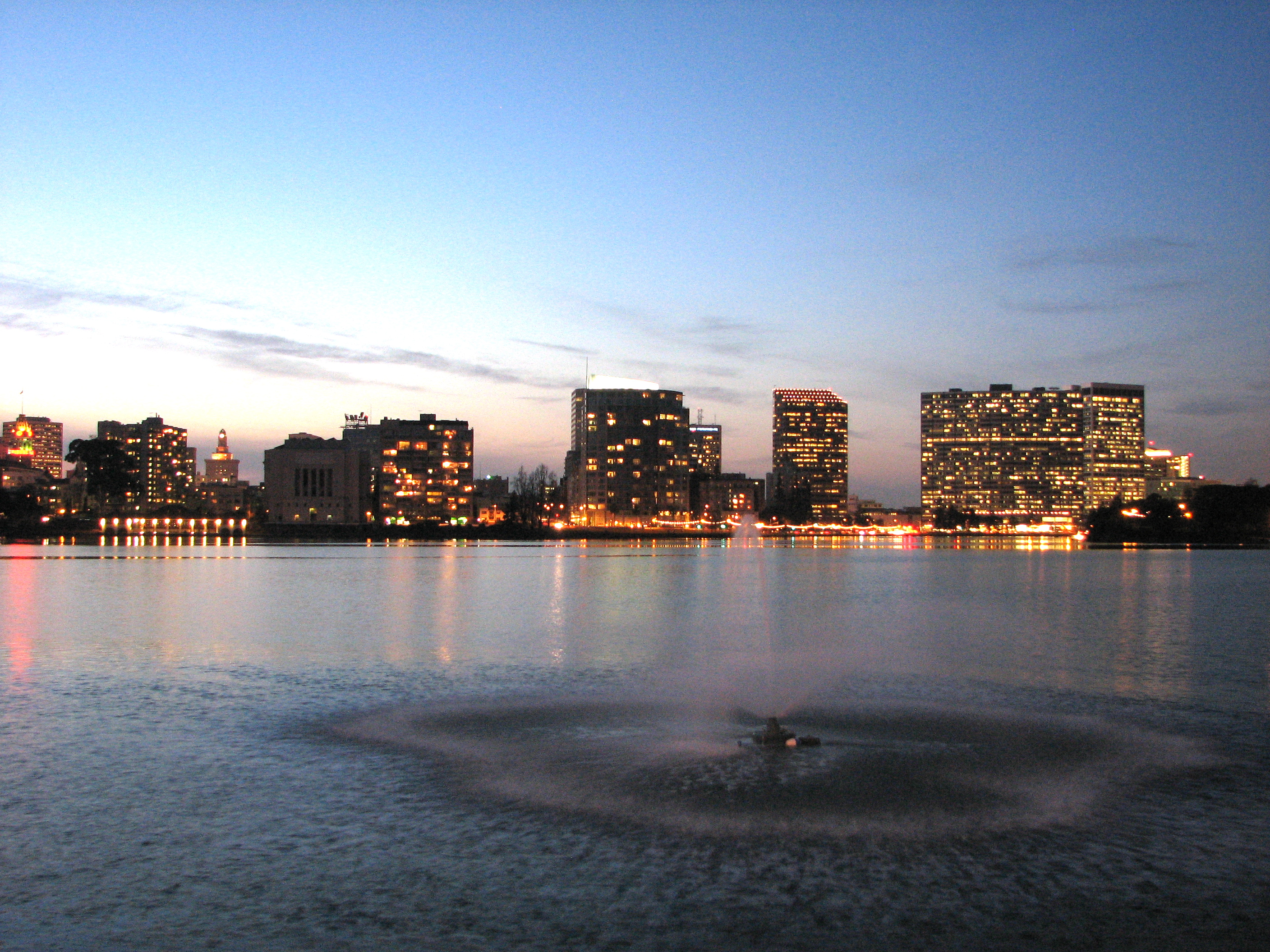
Hồ Merritt ở Oakland

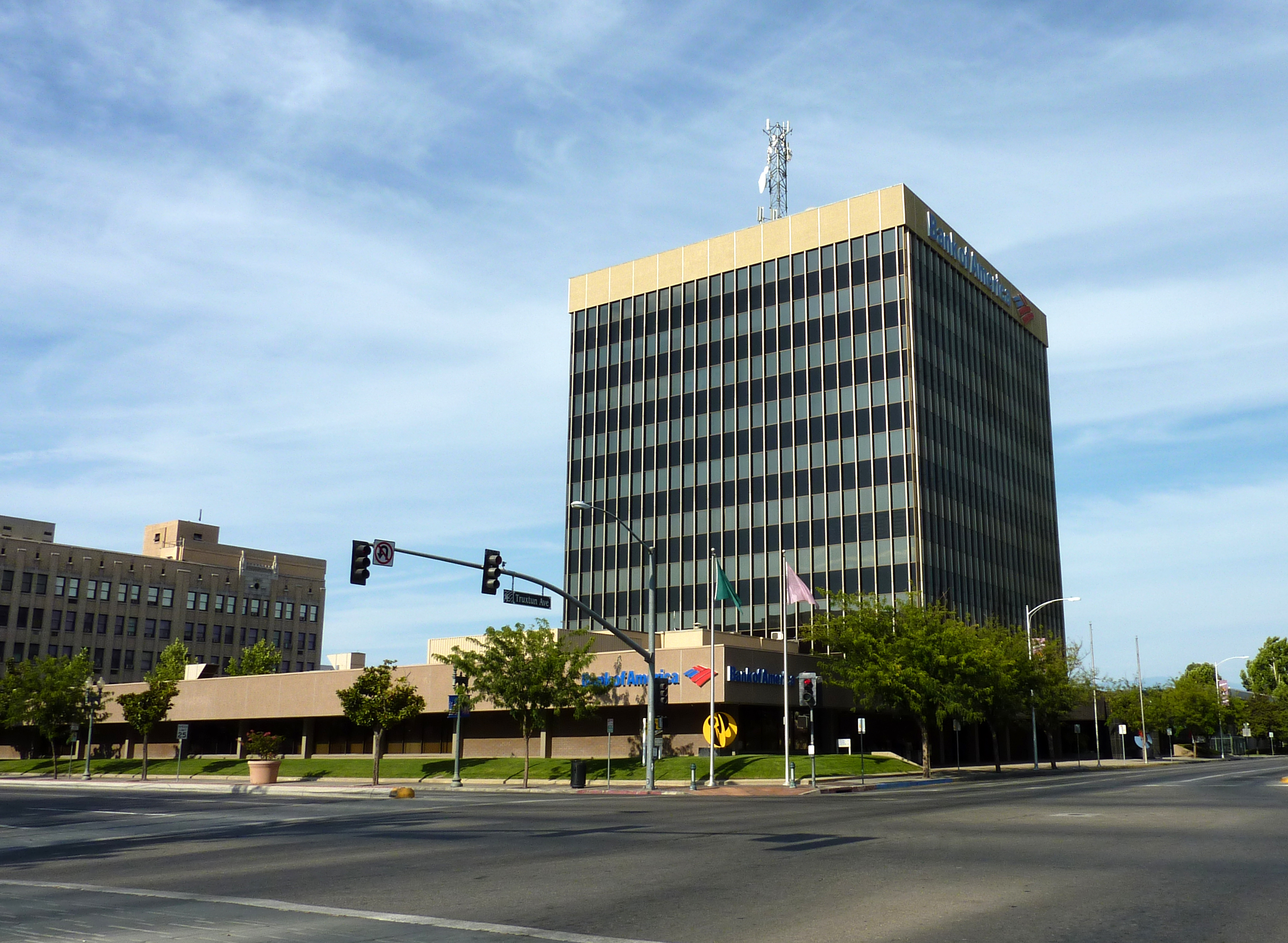
Tháp Truxton ở Bakersfield

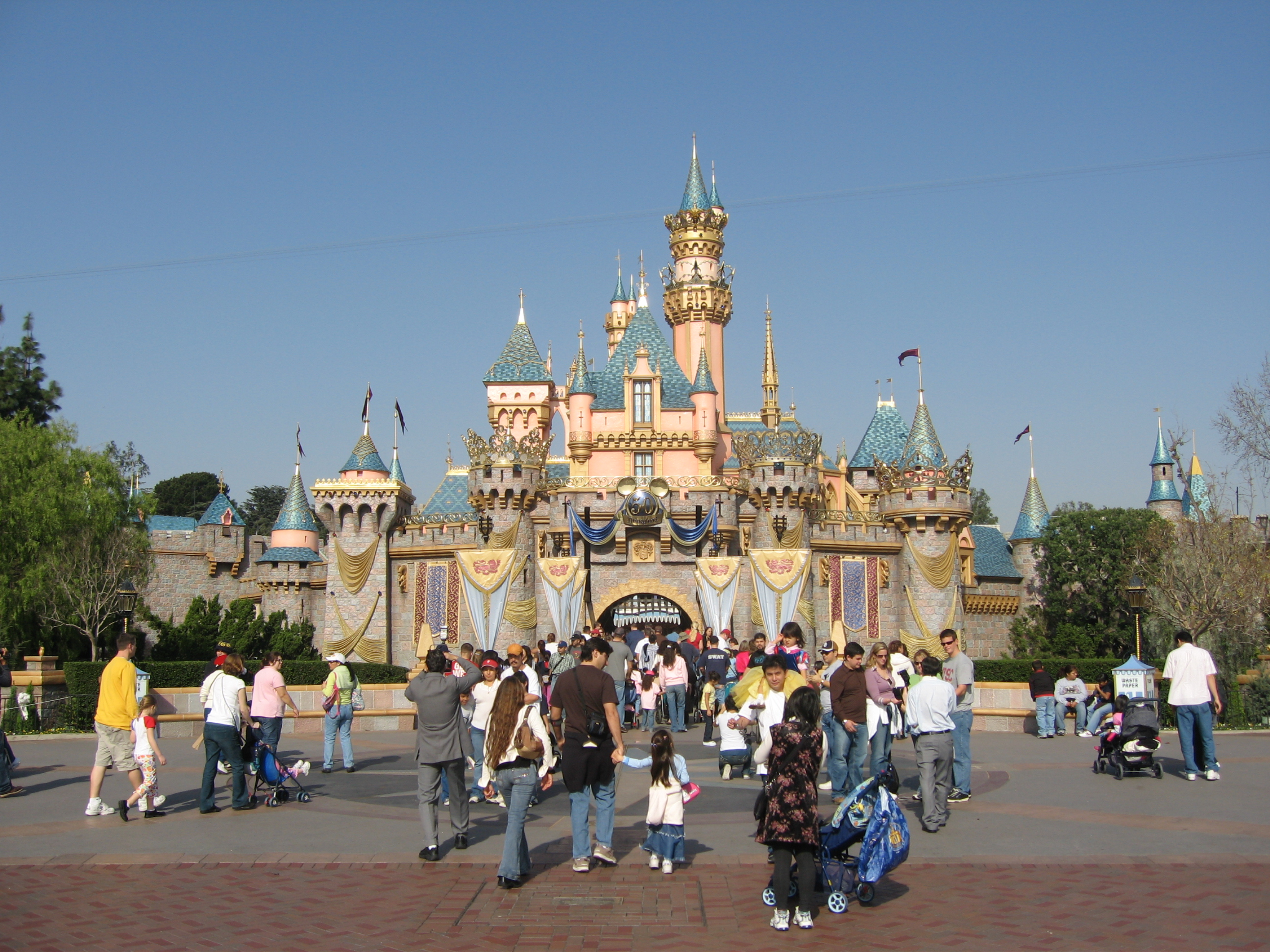
Disneyland ở Anaheim

California là một tiểu bang nằm ở Miền Tây Hoa Kỳ. Đây là tiểu bang đông dân nhất và lớn thứ ba theo diện tích sau Alaska và Texas. Theo Điều tra dân số Hoa Kỳ 2010, California có 37.253.956 cư dân và 15.577.922 dặm vuông Anh (40.346.630 km2) đất.
California có nhiều dân tộc bản địa châu Mỹ từ thời cổ đại. Người Tây Ban Nha, người Nga và những người châu Âu khác bắt đầu khám phá và thuộc địa hóa khu vực này vào thế kỷ 16 và 17, với việc người Tây Ban Nha thành lập phái bộ California đầu tiên nay là San Diego vào năm 1769. Sau vụ Mexico nhượng đất năm 1848, cơn sốt vàng California đã thu hút sự chú ý của toàn thế giới đến khu vực này. Sự phát triển của ngành điện ảnh ở Los Angeles, công nghệ cao ở San Francisco và Thung lũng Silicon, du lịch, nông nghiệp và các lĩnh vực khác trong những thập kỷ tiếp theo đã thúc đẩy việc tạo ra 3 nghìn tỷ đô la Mỹ nền kinh tế tính đến  năm 2018, mà sẽ xếp thứ năm trên thế giới nếu bang này được coi là một quốc gia có chủ quyền.
California được chia ra thành 58 quận hạt và có 482 khu tự quản. Thành phố San Francisco, là một quận-thành phố thống nhất. Luật California không phân biệt "thành phố" và "thị xã thị trấn" và các khu tự quản có thể sử dụng một trong hai thuật ngữ trong tên chính thức của chúng. Các thành thị có thể được tổ chức như một thành phố hiến luật, được điều chỉnh bởi điều lệ riêng của mình hoặc đô thị theo luật chung (hoặc "thành phố có mã"), được quản lý bởi luật của tiểu bang.
Theo Điều tra Dân số năm 2010, 30.908.614 cư dân trong số 37.253.956 cư dân của California sống ở các khu vực thành thị, chiếm 82,97% dân số. Đô thị đầu tiên được hợp nhất là Sacramento vào ngày 27 tháng 2 năm 1850, trong khi thành phố gần đây nhất là Jurupa Valley vào ngày 1 tháng 7 năm 2011. Tám thành phố đã được hợp nhất trước khi bang này gia nhập Liên minh vào ngày 9 tháng 9 năm 1850. Đô thị lớn nhất tính theo dân số và diện tích đất là Los Angeles với 3.792.621 cư dân và 468,67 dặm vuông Anh (1.213,8 km2). Đô thị nhỏ nhất theo dân số là Vernon với 112 người, trong khi nhỏ nhất theo diện tích đất là Amador City với diện tích 0,31 dặm vuông Anh (0,80 km2).

## Thành phố và thị xã
| dagger | Quận lỵ                 |
| ‡      | Thủ phủ bang và quận lỵ |

| Tên                    | Loại                  | Quận            | Dân số (2010) | Diện tích đất | Diện tích đất | Hợp nhất             |
| Tên                    | Loại                  | Quận            | Dân số (2010) | sq mi         | km²           | Hợp nhất             |
| ---------------------- | --------------------- | --------------- | ------------- | ------------- | ------------- | -------------------- |
| Adelanto               | Thành phố             | San Bernardino  | 31.765        | 56,01         | 145,1         | 22 tháng 12 năm 1970 |
| Agoura Hills           | Thành phố             | Los Angeles     | 20.330        | 7,79          | 20,2          | 8 tháng 12 năm 1982  |
| Alameda                | Thành phố             | Alameda         | 73.812        | 10,61         | 27,5          | 19 tháng 4 năm 1854  |
| Albany                 | Thành phố             | Alameda         | 18.539        | 1,79          | 4,6           | 22 tháng 9 năm 1908  |
| Alhambra               | Thành phố             | Los Angeles     | 83.089        | 7,63          | 19,8          | 11 tháng 7 năm 1903  |
| Aliso Viejo            | Thành phố             | Orange          | 47.823        | 7,47          | 19,3          | 1 tháng 7 năm 2001   |
| Alturas                | Thành phố             | Modoc           | 2.827         | 2,43          | 6,3           | 16 tháng 9 năm 1901  |
| Amador City            | Thành phố             | Amador          | 185           | 0,31          | 0,80          | 2 tháng 6 năm 1915   |
| American Canyon        | Thành phố             | Napa            | 19.454        | 4,84          | 12,5          | 1 tháng 1 năm 1992   |
| Anaheim                | Thành phố             | Orange          | 336.265       | 49,84         | 129,1         | 18 tháng 3 năm 1876  |
| Anderson               | Thành phố             | Shasta          | 9.932         | 6,37          | 16,5          | 16 tháng 1 năm 1956  |
| Angels Camp            | Thành phố             | Calaveras       | 3.836         | 3,63          | 9,4           | 16 tháng 1 năm 1912  |
| Antioch                | Thành phố             | Contra Costa    | 102.372       | 28,35         | 73,4          | 6 tháng 2 năm 1872   |
| Apple Valley           | Thị xã                | San Bernardino  | 69.135        | 73,19         | 189,6         | 28 tháng 11 năm 1988 |
| Arcadia                | Thành phố             | Los Angeles     | 56.364        | 10,93         | 28,3          | 5 tháng 8 năm 1903   |
| Arcata                 | Thành phố             | Humboldt        | 17.231        | 9,10          | 23,6          | 2 tháng 2 năm 1858   |
| Arroyo Grande          | Thành phố             | San Luis Obispo | 17.252        | 5,84          | 15,1          | 10 tháng 7 năm 1911  |
| Artesia                | Thành phố             | Los Angeles     | 16.522        | 1,62          | 4,2           | 29 tháng 5 năm 1959  |
| Arvin                  | Thành phố             | Kern            | 19.304        | 4,82          | 12,5          | 21 tháng 12 năm 1960 |
| Atascadero             | Thành phố             | San Luis Obispo | 28.310        | 25,64         | 66,4          | 2 tháng 7 năm 1979   |
| Atherton               | Thị xã                | San Mateo       | 6.914         | 5,02          | 13,0          | 12 tháng 9 năm 1923  |
| Atwater                | Thành phố             | Merced          | 28.168        | 6,09          | 15,8          | 16 tháng 8 năm 1922  |
| Auburn                 | Thành phố             | Placer          | 13.330        | 7,14          | 18,5          | 2 tháng 5 năm 1888   |
| Avalon                 | Thành phố             | Los Angeles     | 3.728         | 2,94          | 7,6           | 26 tháng 6 năm 1913  |
| Avenal                 | Thành phố             | Kings           | 15.505        | 19,42         | 50,3          | 11 tháng 9 năm 1979  |
| Azusa                  | Thành phố             | Los Angeles     | 46.361        | 9,66          | 25,0          | 29 tháng 12 năm 1898 |
| Bakersfield            | Thành phố             | Kern            | 347.483       | 142,16        | 368,2         | 11 tháng 1 năm 1898  |
| Baldwin Park           | Thành phố             | Los Angeles     | 75.390        | 6,63          | 17,2          | 25 tháng 1 năm 1956  |
| Banning                | Thành phố             | Riverside       | 29.603        | 23,10         | 59,8          | 6 tháng 2 năm 1913   |
| Barstow                | Thành phố             | San Bernardino  | 22.639        | 41,38         | 107,2         | 30 tháng 9 năm 1947  |
| Beaumont               | Thành phố             | Riverside       | 36.877        | 30,91         | 80,1          | 18 tháng 11 năm 1912 |
| Bell                   | Thành phố             | Los Angeles     | 35.477        | 2,50          | 6,5           | 7 tháng 11 năm 1927  |
| Bell Gardens           | Thành phố             | Los Angeles     | 42.072        | 2,46          | 6,4           | 1 tháng 8 năm 1961   |
| Bellflower             | Thành phố             | Los Angeles     | 76.616        | 6,12          | 15,9          | 3 tháng 9 năm 1957   |
| Belmont                | Thành phố             | San Mateo       | 25.835        | 4,62          | 12,0          | 29 tháng 10 năm 1926 |
| Belvedere              | Thành phố             | Marin           | 2.068         | 0,52          | 1,3           | 24 tháng 12 năm 1896 |
| Benicia                | Thành phố             | Solano          | 26.997        | 12,93         | 33,5          | 27 tháng 3 năm 1850  |
| Berkeley               | Thành phố             | Alameda         | 112.580       | 10,47         | 27,1          | 4 tháng 4 năm 1878   |
| Beverly Hills          | Thành phố             | Los Angeles     | 34.109        | 5,71          | 14,8          | 28 tháng 1 năm 1914  |
| Big Bear Lake          | Thành phố             | San Bernardino  | 5.019         | 6,35          | 16,4          | 28 tháng 11 năm 1980 |
| Biggs                  | Thành phố             | Butte           | 1.707         | 0,64          | 1,7           | 26 tháng 6 năm 1903  |
| Bishop                 | Thành phố             | Inyo            | 3.879         | 1,86          | 4,8           | 6 tháng 5 năm 1903   |
| Blue Lake              | Thành phố             | Humboldt        | 1.253         | 0,59          | 1,5           | 23 tháng 4 năm 1910  |
| Blythe                 | Thành phố             | Riverside       | 20.817        | 26,19         | 67,8          | 21 tháng 7 năm 1916  |
| Bradbury               | Thành phố             | Los Angeles     | 1.048         | 1,96          | 5,1           | 26 tháng 7 năm 1957  |
| Brawley                | Thành phố             | Imperial        | 24.953        | 7,68          | 19,9          | 6 tháng 4 năm 1908   |
| Brea                   | Thành phố             | Orange          | 39.282        | 12,08         | 31,3          | 23 tháng 2 năm 1917  |
| Brentwood              | Thành phố             | Contra Costa    | 51.481        | 14,79         | 38,3          | 21 tháng 1 năm 1948  |
| Brisbane               | Thành phố             | San Mateo       | 4.282         | 3,10          | 8,0           | 27 tháng 11 năm 1961 |
| Buellton               | Thành phố             | Santa Barbara   | 4.828         | 1,58          | 4,1           | 1 tháng 2 năm 1992   |
| Buena Park             | Thành phố             | Orange          | 80.530        | 10,52         | 27,2          | 27 tháng 1 năm 1953  |
| Burbank                | Thành phố             | Los Angeles     | 103.340       | 17,34         | 44,9          | 8 tháng 7 năm 1911   |
| Burlingame             | Thành phố             | San Mateo       | 28.806        | 4,41          | 11,4          | 6 tháng 6 năm 1908   |
| Calabasas              | Thành phố             | Los Angeles     | 23.058        | 12,90         | 33,4          | 5 tháng 4 năm 1991   |
| Calexico               | Thành phố             | Imperial        | 38.572        | 8,39          | 21,7          | 16 tháng 4 năm 1908  |
| California City        | Thành phố             | Kern            | 14.120        | 203,52        | 527,1         | 10 tháng 12 năm 1965 |
| Calimesa               | Thành phố             | Riverside       | 7.879         | 14,85         | 38,5          | 1 tháng 12 năm 1990  |
| Calipatria             | Thành phố             | Imperial        | 7.705         | 3,72          | 9,6           | 28 tháng 2 năm 1919  |
| Calistoga              | Thành phố             | Napa            | 5.155         | 2,60          | 6,7           | 6 tháng 1 năm 1886   |
| Camarillo              | Thành phố             | Ventura         | 65.201        | 19,53         | 50,6          | 28 tháng 3 năm 1964  |
| Campbell               | Thành phố             | Santa Clara     | 39.349        | 5,80          | 15,0          | 28 tháng 3 năm 1952  |
| Canyon Lake            | Thành phố             | Riverside       | 10.561        | 3,93          | 10,2          | 1 tháng 12 năm 1990  |
| Capitola               | Thành phố             | Santa Cruz      | 9.918         | 1,59          | 4,1           | 11 tháng 1 năm 1949  |
| Carlsbad               | Thành phố             | San Diego       | 105.328       | 37,72         | 97,7          | 16 tháng 7 năm 1952  |
| Carmel-by-the-Sea      | Thành phố             | Monterey        | 3.722         | 1,08          | 2,8           | 31 tháng 10 năm 1916 |
| Carpinteria            | Thành phố             | Santa Barbara   | 13.040        | 2,59          | 6,7           | 28 tháng 9 năm 1965  |
| Carson                 | Thành phố             | Los Angeles     | 91.714        | 18,72         | 48,5          | 20 tháng 2 năm 1968  |
| Cathedral City         | Thành phố             | Riverside       | 51.200        | 21,50         | 55,7          | 16 tháng 11 năm 1981 |
| Ceres                  | Thành phố             | Stanislaus      | 45.417        | 8,01          | 20,7          | 25 tháng 2 năm 1918  |
| Cerritos               | Thành phố             | Los Angeles     | 49.041        | 8,73          | 22,6          | 24 tháng 4 năm 1956  |
| Chico                  | Thành phố             | Butte           | 86.187        | 32,92         | 85,3          | 8 tháng 1 năm 1872   |
| Chino                  | Thành phố             | San Bernardino  | 77.983        | 29,64         | 76,8          | 28 tháng 2 năm 1910  |
| Chino Hills            | Thành phố             | San Bernardino  | 74.799        | 44,68         | 115,7         | 1 tháng 12 năm 1991  |
| Chowchilla             | Thành phố             | Madera          | 18.720        | 7,66          | 19,8          | 7 tháng 2 năm 1923   |
| Chula Vista            | Thành phố             | San Diego       | 243.916       | 49,63         | 128,5         | 28 tháng 11 năm 1911 |
| Citrus Heights         | Thành phố             | Sacramento      | 83.301        | 14,23         | 36,9          | 1 tháng 1 năm 1997   |
| Claremont              | Thành phố             | Los Angeles     | 34.926        | 13,35         | 34,6          | 3 tháng 10 năm 1907  |
| Clayton                | Thành phố             | Contra Costa    | 10.897        | 3,84          | 9,9           | 18 tháng 3 năm 1964  |
| Clearlake              | Thành phố             | Lake            | 15.250        | 10,13         | 26,2          | 14 tháng 11 năm 1980 |
| Cloverdale             | Thành phố             | Sonoma          | 8.618         | 2,65          | 6,9           | 28 tháng 2 năm 1872  |
| Clovis                 | Thành phố             | Fresno          | 95.631        | 23,28         | 60,3          | 27 tháng 2 năm 1912  |
| Coachella              | Thành phố             | Riverside       | 40.704        | 28,95         | 75,0          | 13 tháng 12 năm 1946 |
| Coalinga               | Thành phố             | Fresno          | 13.380        | 6,12          | 15,9          | 3 tháng 4 năm 1906   |
| Colfax                 | Thành phố             | Placer          | 1.963         | 1,41          | 3,7           | 23 tháng 2 năm 1910  |
| Colma                  | Thị xã                | San Mateo       | 1.792         | 1,91          | 4,9           | 5 tháng 8 năm 1924   |
| Colton                 | Thành phố             | San Bernardino  | 52.154        | 15,32         | 39,7          | 11 tháng 7 năm 1887  |
| Colusa                 | Thành phố             | Colusa          | 5.971         | 1,83          | 4,7           | 16 tháng 6 năm 1868  |
| Commerce               | Thành phố             | Los Angeles     | 12.823        | 6,54          | 16,9          | 28 tháng 1 năm 1960  |
| Compton                | Thành phố             | Los Angeles     | 96.455        | 10,01         | 25,9          | 11 tháng 5 năm 1888  |
| Concord                | Thành phố             | Contra Costa    | 122.067       | 30,55         | 79,1          | 9 tháng 2 năm 1905   |
| Corcoran               | Thành phố             | Kings           | 24.813        | 7,47          | 19,3          | 11 tháng 8 năm 1914  |
| Corning                | Thành phố             | Tehama          | 7.663         | 3,55          | 9,2           | 6 tháng 8 năm 1907   |
| Corona                 | Thành phố             | Riverside       | 152.374       | 38,83         | 100,6         | 13 tháng 7 năm 1896  |
| Coronado               | Thành phố             | San Diego       | 24.697        | 7,93          | 20,5          | 11 tháng 12 năm 1890 |
| Corte Madera           | Thị xã                | Marin           | 9.253         | 3,16          | 8,2           | 10 tháng 6 năm 1916  |
| Costa Mesa             | Thành phố             | Orange          | 109.960       | 15,65         | 40,5          | 29 tháng 6 năm 1953  |
| Cotati                 | Thành phố             | Sonoma          | 7.265         | 1,88          | 4,9           | 16 tháng 7 năm 1963  |
| Covina                 | Thành phố             | Los Angeles     | 47.796        | 7,03          | 18,2          | 14 tháng 8 năm 1901  |
| Crescent City          | Thành phố             | Del Norte       | 7.643         | 1,96          | 5,1           | 13 tháng 4 năm 1854  |
| Cudahy                 | Thành phố             | Los Angeles     | 23.805        | 1,18          | 3,1           | 10 tháng 11 năm 1960 |
| Culver City            | Thành phố             | Los Angeles     | 38.883        | 5,11          | 13,2          | 7 tháng 9 năm 1917   |
| Cupertino              | Thành phố             | Santa Clara     | 58.302        | 11,26         | 29,2          | 10 tháng 10 năm 1955 |
| Cypress                | Thành phố             | Orange          | 47.802        | 6,58          | 17,0          | 24 tháng 7 năm 1956  |
| Daly City              | Thành phố             | San Mateo       | 101.123       | 7,66          | 19,8          | 22 tháng 3 năm 1911  |
| Dana Point             | Thành phố             | Orange          | 33.351        | 6,50          | 16,8          | 1 tháng 1 năm 1989   |
| Danville               | Thị xã                | Contra Costa    | 42.039        | 18,03         | 46,7          | 1 tháng 7 năm 1982   |
| Davis                  | Thành phố             | Yolo            | 65.622        | 9,89          | 25,6          | 28 tháng 3 năm 1917  |
| Del Mar                | Thành phố             | San Diego       | 4.161         | 1,71          | 4,4           | 15 tháng 7 năm 1959  |
| Del Rey Oaks           | Thành phố             | Monterey        | 1.624         | 0,48          | 1,2           | 3 tháng 9 năm 1953   |
| Delano                 | Thành phố             | Kern            | 53.041        | 14,30         | 37,0          | 13 tháng 4 năm 1915  |
| Desert Hot Springs     | Thành phố             | Riverside       | 25.938        | 23,62         | 61,2          | 25 tháng 9 năm 1963  |
| Diamond Bar            | Thành phố             | Los Angeles     | 55.544        | 14,88         | 38,5          | 18 tháng 4 năm 1989  |
| Dinuba                 | Thành phố             | Tulare          | 21.453        | 6,47          | 16,8          | 6 tháng 1 năm 1906   |
| Dixon                  | Thành phố             | Solano          | 18.351        | 7,00          | 18,1          | 30 tháng 3 năm 1878  |
| Dorris                 | Thành phố             | Siskiyou        | 939           | 0,70          | 1,8           | 23 tháng 12 năm 1908 |
| Dos Palos              | Thành phố             | Merced          | 4.950         | 1,35          | 3,5           | 24 tháng 5 năm 1935  |
| Downey                 | Thành phố             | Los Angeles     | 111.772       | 12,41         | 32,1          | 17 tháng 12 năm 1956 |
| Duarte                 | Thành phố             | Los Angeles     | 21.321        | 6,69          | 17,3          | 22 tháng 8 năm 1957  |
| Dublin                 | Thành phố             | Alameda         | 46.036        | 14,91         | 38,6          | 1 tháng 2 năm 1982   |
| Dunsmuir               | Thành phố             | Siskiyou        | 1.650         | 1,70          | 4,4           | 7 tháng 8 năm 1909   |
| East Palo Alto         | Thành phố             | San Mateo       | 28.155        | 2,51          | 6,5           | 1 tháng 7 năm 1983   |
| Eastvale               | Thành phố             | Riverside       | 53.670        | 13,1          | 34            | 1 tháng 10 năm 2010  |
| El Cajon               | Thành phố             | San Diego       | 99.478        | 14,43         | 37,4          | 12 tháng 11 năm 1912 |
| El Centro              | Thành phố             | Imperial        | 42.598        | 11,08         | 28,7          | 16 tháng 4 năm 1908  |
| El Cerrito             | Thành phố             | Contra Costa    | 23.549        | 3,69          | 9,6           | 23 tháng 8 năm 1917  |
| El Monte               | Thành phố             | Los Angeles     | 113.475       | 9,56          | 24,8          | 18 tháng 11 năm 1912 |
| El Segundo             | Thành phố             | Los Angeles     | 16.654        | 5,46          | 14,1          | 18 tháng 1 năm 1917  |
| Elk Grove              | Thành phố             | Sacramento      | 153.015       | 42,19         | 109,3         | 1 tháng 7 năm 2000   |
| Emeryville             | Thành phố             | Alameda         | 10.080        | 1,25          | 3,2           | 8 tháng 12 năm 1896  |
| Encinitas              | Thành phố             | San Diego       | 59.518        | 18,81         | 48,7          | 1 tháng 10 năm 1986  |
| Escalon                | Thành phố             | San Joaquin     | 7.132         | 2,30          | 6,0           | 12 tháng 3 năm 1957  |
| Escondido              | Thành phố             | San Diego       | 143.911       | 36,81         | 95,3          | 8 tháng 10 năm 1888  |
| Etna                   | Thành phố             | Siskiyou        | 737           | 0,76          | 2,0           | 13 tháng 3 năm 1878  |
| Eureka                 | Thành phố             | Humboldt        | 27.191        | 9,38          | 24,3          | 18 tháng 4 năm 1856  |
| Exeter                 | Thành phố             | Tulare          | 10.334        | 2,46          | 6,4           | 2 tháng 3 năm 1911   |
| Fairfax                | Thị xã                | Marin           | 7.441         | 2,20          | 5,7           | 2 tháng 3 năm 1931   |
| Fairfield              | Thành phố             | Solano          | 105.321       | 37,39         | 96,8          | 12 tháng 12 năm 1903 |
| Farmersville           | Thành phố             | Tulare          | 10.588        | 2,26          | 5,9           | 5 tháng 10 năm 1960  |
| Ferndale               | Thành phố             | Humboldt        | 1.371         | 1,03          | 2,7           | 28 tháng 8 năm 1893  |
| Fillmore               | Thành phố             | Ventura         | 15.002        | 3,36          | 8,7           | 10 tháng 7 năm 1914  |
| Firebaugh              | Thành phố             | Fresno          | 7.549         | 3,46          | 9,0           | 17 tháng 9 năm 1914  |
| Folsom                 | Thành phố             | Sacramento      | 72.203        | 21,95         | 56,9          | 20 tháng 4 năm 1946  |
| Fontana                | Thành phố             | San Bernardino  | 196.069       | 42,43         | 109,9         | 25 tháng 6 năm 1952  |
| Fort Bragg             | Thành phố             | Mendocino       | 7.273         | 2,75          | 7,1           | 5 tháng 8 năm 1889   |
| Fort Jones             | Thành phố             | Siskiyou        | 839           | 0,60          | 1,6           | 16 tháng 3 năm 1872  |
| Fortuna                | Thành phố             | Humboldt        | 11.926        | 4,85          | 12,6          | 20 tháng 1 năm 1906  |
| Foster City            | Thành phố             | San Mateo       | 30.567        | 3,76          | 9,7           | 27 tháng 4 năm 1971  |
| Fountain Valley        | Thành phố             | Orange          | 55.313        | 9,02          | 23,4          | 13 tháng 6 năm 1957  |
| Fowler                 | Thành phố             | Fresno          | 5.570         | 2,53          | 6,6           | 15 tháng 6 năm 1908  |
| Fremont                | Thành phố             | Alameda         | 214.089       | 77,46         | 200,6         | 23 tháng 1 năm 1956  |
| Fresno                 | Thành phố             | Fresno          | 494.665       | 111,96        | 290,0         | 12 tháng 10 năm 1885 |
| Fullerton              | Thành phố             | Orange          | 135.161       | 22,35         | 57,9          | 15 tháng 2 năm 1904  |
| Galt                   | Thành phố             | Sacramento      | 23.647        | 5,93          | 15,4          | 16 tháng 8 năm 1946  |
| Garden Grove           | Thành phố             | Orange          | 170.883       | 17,94         | 46,5          | 18 tháng 6 năm 1956  |
| Gardena                | Thành phố             | Los Angeles     | 58.829        | 5,83          | 15,1          | 11 tháng 9 năm 1930  |
| Gilroy                 | Thành phố             | Santa Clara     | 48.821        | 16,15         | 41,8          | 12 tháng 3 năm 1870  |
| Glendale               | Thành phố             | Los Angeles     | 191.719       | 30,45         | 78,9          | 15 tháng 2 năm 1906  |
| Glendora               | Thành phố             | Los Angeles     | 50.073        | 19,39         | 50,2          | 13 tháng 11 năm 1911 |
| Goleta                 | Thành phố             | Santa Barbara   | 29.888        | 7,90          | 20,5          | 1 tháng 2 năm 2002   |
| Gonzales               | Thành phố             | Monterey        | 8.187         | 1,92          | 5,0           | 14 tháng 1 năm 1947  |
| Grand Terrace          | Thành phố             | San Bernardino  | 12.040        | 3,50          | 9,1           | 30 tháng 11 năm 1978 |
| Grass Valley           | Thành phố             | Nevada          | 12.860        | 4,74          | 12,3          | 13 tháng 3 năm 1893  |
| Greenfield             | Thành phố             | Monterey        | 16.330        | 2,14          | 5,5           | 7 tháng 1 năm 1947   |
| Gridley                | Thành phố             | Butte           | 6.584         | 2,07          | 5,4           | 23 tháng 11 năm 1905 |
| Grover Beach           | Thành phố             | San Luis Obispo | 13.156        | 2,31          | 6,0           | 21 tháng 12 năm 1959 |
| Guadalupe              | Thành phố             | Santa Barbara   | 7.080         | 1,31          | 3,4           | 3 tháng 8 năm 1946   |
| Gustine                | Thành phố             | Merced          | 5.520         | 1,55          | 4,0           | 11 tháng 11 năm 1915 |
| Half Moon Bay          | Thành phố             | San Mateo       | 11.324        | 6,42          | 16,6          | 15 tháng 7 năm 1959  |
| Hanford                | Thành phố             | Kings           | 53.967        | 16,59         | 43,0          | 12 tháng 8 năm 1891  |
| Hawaiian Gardens       | Thành phố             | Los Angeles     | 14.254        | 0,95          | 2,5           | 9 tháng 4 năm 1964   |
| Hawthorne              | Thành phố             | Los Angeles     | 84.293        | 6,08          | 15,7          | 12 tháng 7 năm 1922  |
| Hayward                | Thành phố             | Alameda         | 144.186       | 45,32         | 117,4         | 11 tháng 3 năm 1876  |
| Healdsburg             | Thành phố             | Sonoma          | 11.254        | 4,46          | 11,6          | 20 tháng 2 năm 1867  |
| Hemet                  | Thành phố             | Riverside       | 78.657        | 27,85         | 72,1          | 20 tháng 1 năm 1910  |
| Hercules               | Thành phố             | Contra Costa    | 24.060        | 6,21          | 16,1          | 15 tháng 12 năm 1900 |
| Hermosa Beach          | Thành phố             | Los Angeles     | 19.506        | 1,43          | 3,7           | 14 tháng 1 năm 1907  |
| Hesperia               | Thành phố             | San Bernardino  | 90.173        | 73,10         | 189,3         | 1 tháng 7 năm 1988   |
| Hidden Hills           | Thành phố             | Los Angeles     | 1.856         | 1,69          | 4,4           | 19 tháng 1 năm 1961  |
| Highland               | Thành phố             | San Bernardino  | 53.104        | 18,76         | 48,6          | 24 tháng 11 năm 1987 |
| Hillsborough           | Thị xã                | San Mateo       | 10.825        | 6,19          | 16,0          | 5 tháng 5 năm 1910   |
| Hollister              | Thành phố             | San Benito      | 34.928        | 7,29          | 18,9          | 26 tháng 3 năm 1872  |
| Holtville              | Thành phố             | Imperial        | 5.939         | 1,15          | 3,0           | 1 tháng 7 năm 1908   |
| Hughson                | Thành phố             | Stanislaus      | 6.640         | 1,82          | 4,7           | 9 tháng 12 năm 1972  |
| Huntington Beach       | Thành phố             | Orange          | 189.992       | 26,75         | 69,3          | 17 tháng 2 năm 1909  |
| Huntington Park        | Thành phố             | Los Angeles     | 58.114        | 3,01          | 7,8           | 1 tháng 9 năm 1906   |
| Huron                  | Thành phố             | Fresno          | 6.754         | 1,59          | 4,1           | 3 tháng 5 năm 1951   |
| Imperial               | Thành phố             | Imperial        | 14.758        | 5,86          | 15,2          | 12 tháng 7 năm 1904  |
| Imperial Beach         | Thành phố             | San Diego       | 26.324        | 4,16          | 10,8          | 18 tháng 7 năm 1956  |
| Indian Wells           | Thành phố             | Riverside       | 4.958         | 14,32         | 37,1          | 14 tháng 7 năm 1967  |
| Indio                  | Thành phố             | Riverside       | 76.036        | 29,18         | 75,6          | 16 tháng 5 năm 1930  |
| Industry               | Thành phố             | Los Angeles     | 219           | 11,78         | 30,5          | 18 tháng 6 năm 1957  |
| Inglewood              | Thành phố             | Los Angeles     | 109.673       | 9,07          | 23,5          | 7 tháng 2 năm 1908   |
| Ione                   | Thành phố             | Amador          | 7.918         | 4,76          | 12,3          | 23 tháng 3 năm 1953  |
| Irvine                 | Thành phố             | Orange          | 212.375       | 66,11         | 171,2         | 28 tháng 12 năm 1971 |
| Irwindale              | Thành phố             | Los Angeles     | 1.422         | 8,83          | 22,9          | 6 tháng 8 năm 1957   |
| Isleton                | Thành phố             | Sacramento      | 804           | 0,44          | 1,1           | 14 tháng 5 năm 1923  |
| Jackson                | Thành phố             | Amador          | 4.651         | 3,73          | 9,7           | 5 tháng 12 năm 1905  |
| Jurupa Valley          | Thành phố             | Riverside       | 95.004        | 43,7          | 113           | 1 tháng 7 năm 2011   |
| Kerman                 | Thành phố             | Fresno          | 13.544        | 3,23          | 8,4           | 2 tháng 7 năm 1946   |
| King City              | Thành phố             | Monterey        | 12.874        | 3,84          | 9,9           | 9 tháng 2 năm 1911   |
| Kingsburg              | Thành phố             | Fresno          | 11.382        | 2,83          | 7,3           | 29 tháng 5 năm 1908  |
| La Cañada Flintridge   | Thành phố             | Los Angeles     | 20.246        | 8,63          | 22,4          | 30 tháng 11 năm 1976 |
| La Habra               | Thành phố             | Orange          | 60.239        | 7,37          | 19,1          | 20 tháng 1 năm 1925  |
| La Habra Heights       | Thành phố             | Los Angeles     | 5.325         | 6,16          | 16,0          | 4 tháng 12 năm 1978  |
| La Mesa                | Thành phố             | San Diego       | 57.065        | 9,08          | 23,5          | 16 tháng 2 năm 1912  |
| La Mirada              | Thành phố             | Los Angeles     | 48.527        | 7,84          | 20,3          | 23 tháng 3 năm 1960  |
| La Palma               | Thành phố             | Orange          | 15.568        | 1,81          | 4,7           | 26 tháng 10 năm 1955 |
| La Puente              | Thành phố             | Los Angeles     | 39.816        | 3,48          | 9,0           | 1 tháng 8 năm 1956   |
| La Quinta              | Thành phố             | Riverside       | 37.467        | 35,12         | 91,0          | 1 tháng 5 năm 1982   |
| La Verne               | Thành phố             | Los Angeles     | 31.063        | 8,43          | 21,8          | 20 tháng 8 năm 1906  |
| Lafayette              | Thành phố             | Contra Costa    | 23.893        | 15,22         | 39,4          | 29 tháng 7 năm 1968  |
| Laguna Beach           | Thành phố             | Orange          | 22.723        | 8,85          | 22,9          | 29 tháng 6 năm 1927  |
| Laguna Hills           | Thành phố             | Orange          | 30.344        | 6,67          | 17,3          | 20 tháng 12 năm 1991 |
| Laguna Niguel          | Thành phố             | Orange          | 62.979        | 14,83         | 38,4          | 1 tháng 12 năm 1989  |
| Laguna Woods           | Thành phố             | Orange          | 16.192        | 3,12          | 8,1           | 24 tháng 3 năm 1999  |
| Lake Elsinore          | Thành phố             | Riverside       | 51.821        | 36,21         | 93,8          | 9 tháng 4 năm 1888   |
| Lake Forest            | Thành phố             | Orange          | 77.264        | 17,82         | 46,2          | 20 tháng 12 năm 1991 |
| Lakeport               | Thành phố             | Lake            | 4.753         | 3,06          | 7,9           | 30 tháng 4 năm 1888  |
| Lakewood               | Thành phố             | Los Angeles     | 80.048        | 9,41          | 24,4          | 16 tháng 4 năm 1954  |
| Lancaster              | Thành phố             | Los Angeles     | 156.633       | 94,28         | 244,2         | 22 tháng 11 năm 1977 |
| Larkspur               | Thành phố             | Marin           | 11.926        | 3,03          | 7,8           | 1 tháng 3 năm 1908   |
| Lathrop                | Thành phố             | San Joaquin     | 18.023        | 21,93         | 56,8          | 1 tháng 7 năm 1989   |
| Lawndale               | Thành phố             | Los Angeles     | 32.769        | 1,97          | 5,1           | 28 tháng 12 năm 1959 |
| Lemon Grove            | Thành phố             | San Diego       | 25.320        | 3,88          | 10,0          | 1 tháng 7 năm 1977   |
| Lemoore                | Thành phố             | Kings           | 24.531        | 8,52          | 22,1          | 4 tháng 7 năm 1900   |
| Lincoln                | Thành phố             | Placer          | 42.819        | 20,11         | 52,1          | 7 tháng 8 năm 1890   |
| Lindsay                | Thành phố             | Tulare          | 11.768        | 2,61          | 6,8           | 28 tháng 2 năm 1910  |
| Live Oak               | Thành phố             | Sutter          | 8.392         | 1,87          | 4,8           | 22 tháng 1 năm 1947  |
| Livermore              | Thành phố             | Alameda         | 80.968        | 25,17         | 65,2          | 1 tháng 4 năm 1876   |
| Livingston             | Thành phố             | Merced          | 13.058        | 3,72          | 9,6           | 11 tháng 9 năm 1922  |
| Lodi                   | Thành phố             | San Joaquin     | 62.134        | 13,61         | 35,2          | 6 tháng 12 năm 1906  |
| Loma Linda             | Thành phố             | San Bernardino  | 23.261        | 7,52          | 19,5          | 29 tháng 9 năm 1970  |
| Lomita                 | Thành phố             | Los Angeles     | 20.256        | 1,91          | 4,9           | 30 tháng 6 năm 1964  |
| Lompoc                 | Thành phố             | Santa Barbara   | 42.434        | 11,60         | 30,0          | 13 tháng 8 năm 1888  |
| Long Beach             | Thành phố             | Los Angeles     | 462.257       | 50,29         | 130,3         | 13 tháng 12 năm 1897 |
| Loomis                 | Thị xã                | Placer          | 6.430         | 7,27          | 18,8          | 17 tháng 12 năm 1984 |
| Los Alamitos           | Thành phố             | Orange          | 11.449        | 4,05          | 10,5          | 1 tháng 3 năm 1960   |
| Los Altos              | Thành phố             | Santa Clara     | 28.976        | 6,49          | 16,8          | 1 tháng 12 năm 1952  |
| Los Altos Hills        | Thị xã                | Santa Clara     | 7.922         | 8,80          | 22,8          | 27 tháng 1 năm 1956  |
| Los Angeles            | Thành phố             | Los Angeles     | 3.792.621     | 468,67        | 1.213,8       | 4 tháng 4 năm 1850   |
| Los Banos              | Thành phố             | Merced          | 35.972        | 9,99          | 25,9          | 8 tháng 5 năm 1907   |
| Los Gatos              | Thị xã                | Santa Clara     | 29.413        | 11,08         | 28,7          | 10 tháng 8 năm 1887  |
| Loyalton               | Thành phố             | Sierra          | 769           | 0,36          | 0,93          | 21 tháng 7 năm 1901  |
| Lynwood                | Thành phố             | Los Angeles     | 69.772        | 4,84          | 12,5          | 21 tháng 7 năm 1921  |
| Madera                 | Thành phố             | Madera          | 61.416        | 15,79         | 40,9          | 27 tháng 3 năm 1907  |
| Malibu                 | Thành phố             | Los Angeles     | 12.645        | 19,78         | 51,2          | 28 tháng 3 năm 1991  |
| Mammoth Lakes          | Thị xã                | Mono            | 8.234         | 24,87         | 64,4          | 20 tháng 8 năm 1984  |
| Manhattan Beach        | Thành phố             | Los Angeles     | 35.135        | 3,94          | 10,2          | 12 tháng 12 năm 1912 |
| Manteca                | Thành phố             | San Joaquin     | 67.096        | 17,73         | 45,9          | 5 tháng 6 năm 1918   |
| Maricopa               | Thành phố             | Kern            | 1.154         | 1,50          | 3,9           | 25 tháng 7 năm 1911  |
| Marina                 | Thành phố             | Monterey        | 19.718        | 8,88          | 23,0          | 13 tháng 11 năm 1975 |
| Martinez               | Thành phố             | Contra Costa    | 35.824        | 12,13         | 31,4          | 1 tháng 4 năm 1876   |
| Marysville             | Thành phố             | Yuba            | 12.072        | 3,46          | 9,0           | 5 tháng 2 năm 1851   |
| Maywood                | Thành phố             | Los Angeles     | 27.395        | 1,18          | 3,1           | 2 tháng 9 năm 1924   |
| McFarland              | Thành phố             | Kern            | 12.707        | 2,67          | 6,9           | 18 tháng 7 năm 1957  |
| Mendota                | Thành phố             | Fresno          | 11.014        | 3,28          | 8,5           | 17 tháng 6 năm 1942  |
| Menifee                | Thành phố             | Riverside       | 77.519        | 46,47         | 120,4         | 1 tháng 10 năm 2008  |
| Menlo Park             | Thành phố             | San Mateo       | 32.026        | 9,79          | 25,4          | 23 tháng 11 năm 1927 |
| Merced                 | Thành phố             | Merced          | 78.958        | 23,32         | 60,4          | 1 tháng 4 năm 1889   |
| Mill Valley            | Thành phố             | Marin           | 13.903        | 4,76          | 12,3          | 1 tháng 9 năm 1900   |
| Millbrae               | Thành phố             | San Mateo       | 21.532        | 3,25          | 8,4           | 14 tháng 1 năm 1948  |
| Milpitas               | Thành phố             | Santa Clara     | 66.790        | 13,59         | 35,2          | 26 tháng 1 năm 1954  |
| Mission Viejo          | Thành phố             | Orange          | 93.305        | 17,74         | 45,9          | 31 tháng 3 năm 1988  |
| Modesto                | Thành phố             | Stanislaus      | 201.165       | 36,87         | 95,5          | 6 tháng 8 năm 1884   |
| Monrovia               | Thành phố             | Los Angeles     | 36.590        | 13,60         | 35,2          | 15 tháng 12 năm 1887 |
| Montague               | Thành phố             | Siskiyou        | 1.443         | 1,78          | 4,6           | 28 tháng 1 năm 1909  |
| Montclair              | Thành phố             | San Bernardino  | 36.664        | 5,52          | 14,3          | 25 tháng 4 năm 1956  |
| Monte Sereno           | Thành phố             | Santa Clara     | 3.341         | 1,62          | 4,2           | 14 tháng 5 năm 1957  |
| Montebello             | Thành phố             | Los Angeles     | 62.500        | 8,33          | 21,6          | 16 tháng 10 năm 1920 |
| Monterey               | Thành phố             | Monterey        | 27.810        | 8,47          | 21,9          | 14 tháng 6 năm 1890  |
| Monterey Park          | Thành phố             | Los Angeles     | 60.269        | 7,67          | 19,9          | 29 tháng 5 năm 1916  |
| Moorpark               | Thành phố             | Ventura         | 34.421        | 12,58         | 32,6          | 1 tháng 7 năm 1983   |
| Moraga                 | Thị xã                | Contra Costa    | 16.016        | 9,43          | 24,4          | 13 tháng 11 năm 1974 |
| Moreno Valley          | Thành phố             | Riverside       | 193.365       | 51,27         | 132,8         | 3 tháng 12 năm 1984  |
| Morgan Hill            | Thành phố             | Santa Clara     | 37.882        | 12,88         | 33,4          | 10 tháng 11 năm 1906 |
| Morro Bay              | Thành phố             | San Luis Obispo | 10.234        | 5,30          | 13,7          | 17 tháng 7 năm 1964  |
| Mount Shasta           | Thành phố             | Siskiyou        | 3.394         | 3,77          | 9,8           | 31 tháng 5 năm 1905  |
| Mountain View          | Thành phố             | Santa Clara     | 74.066        | 12,00         | 31,1          | 7 tháng 11 năm 1902  |
| Murrieta               | Thành phố             | Riverside       | 103.466       | 33,58         | 87,0          | 1 tháng 7 năm 1991   |
| Napa                   | Thành phố             | Napa            | 76.915        | 17,84         | 46,2          | 23 tháng 3 năm 1872  |
| National City          | Thành phố             | San Diego       | 58.582        | 7,28          | 18,9          | 17 tháng 9 năm 1887  |
| Needles                | Thành phố             | San Bernardino  | 4.844         | 30,81         | 79,8          | 30 tháng 10 năm 1913 |
| Nevada City            | Thành phố             | Nevada          | 3.068         | 2,19          | 5,7           | 19 tháng 4 năm 1856  |
| Newark                 | Thành phố             | Alameda         | 42.573        | 13,87         | 35,9          | 22 tháng 9 năm 1955  |
| Newman                 | Thành phố             | Stanislaus      | 10.224        | 2,10          | 5,4           | 10 tháng 6 năm 1908  |
| Newport Beach          | Thành phố             | Orange          | 85.186        | 23,80         | 61,6          | 1 tháng 9 năm 1906   |
| Norco                  | Thành phố             | Riverside       | 27.063        | 13,96         | 36,2          | 28 tháng 12 năm 1964 |
| Norwalk                | Thành phố             | Los Angeles     | 105.549       | 9,71          | 25,1          | 26 tháng 8 năm 1957  |
| Novato                 | Thành phố             | Marin           | 51.904        | 27,44         | 71,1          | 20 tháng 1 năm 1960  |
| Oakdale                | Thành phố             | Stanislaus      | 20.675        | 6,04          | 15,6          | 24 tháng 11 năm 1906 |
| Oakland                | Thành phố             | Alameda         | 390.724       | 55,79         | 144,5         | 4 tháng 5 năm 1852   |
| Oakley                 | Thành phố             | Contra Costa    | 35.432        | 15,85         | 41,1          | 1 tháng 7 năm 1999   |
| Oceanside              | Thành phố             | San Diego       | 167.086       | 41,23         | 106,8         | 3 tháng 7 năm 1888   |
| Ojai                   | Thành phố             | Ventura         | 7.461         | 4,39          | 11,4          | 5 tháng 8 năm 1921   |
| Ontario                | Thành phố             | San Bernardino  | 163.924       | 49,94         | 129,3         | 10 tháng 12 năm 1891 |
| Orange                 | Thành phố             | Orange          | 134.616       | 24,80         | 64,2          | 6 tháng 4 năm 1888   |
| Orange Cove            | Thành phố             | Fresno          | 9.078         | 1,91          | 4,9           | 20 tháng 1 năm 1948  |
| Orinda                 | Thành phố             | Contra Costa    | 17.643        | 12,68         | 32,8          | 1 tháng 7 năm 1985   |
| Orland                 | Thành phố             | Glenn           | 7.291         | 2,97          | 7,7           | 11 tháng 11 năm 1909 |
| Oroville               | Thành phố             | Butte           | 15.546        | 12,99         | 33,6          | 3 tháng 1 năm 1906   |
| Oxnard                 | Thành phố             | Ventura         | 197.899       | 26,89         | 69,6          | 30 tháng 6 năm 1903  |
| Pacific Grove          | Thành phố             | Monterey        | 15.041        | 2,86          | 7,4           | 5 tháng 7 năm 1889   |
| Pacifica               | Thành phố             | San Mateo       | 37.234        | 12,66         | 32,8          | 22 tháng 11 năm 1957 |
| Palm Desert            | Thành phố             | Riverside       | 48.445        | 26,81         | 69,4          | 26 tháng 11 năm 1973 |
| Palm Springs           | Thành phố             | Riverside       | 44.552        | 94,12         | 243,8         | 20 tháng 4 năm 1938  |
| Palmdale               | Thành phố             | Los Angeles     | 152.750       | 105,96        | 274,4         | 24 tháng 8 năm 1962  |
| Palo Alto              | Thành phố             | Santa Clara     | 64.403        | 23,88         | 61,8          | 23 tháng 4 năm 1894  |
| Palos Verdes Estates   | Thành phố             | Los Angeles     | 13.438        | 4,77          | 12,4          | 20 tháng 12 năm 1939 |
| Paradise               | Thị xã                | Butte           | 26.218        | 18,31         | 47,4          | 27 tháng 11 năm 1979 |
| Paramount              | Thành phố             | Los Angeles     | 54.098        | 4,73          | 12,3          | 30 tháng 1 năm 1957  |
| Parlier                | Thành phố             | Fresno          | 14.494        | 2,19          | 5,7           | 15 tháng 11 năm 1921 |
| Pasadena               | Thành phố             | Los Angeles     | 137.122       | 22,97         | 59,5          | 19 tháng 6 năm 1886  |
| Paso Robles            | Thành phố             | San Luis Obispo | 29.793        | 19,12         | 49,5          | 11 tháng 3 năm 1889  |
| Patterson              | Thành phố             | Stanislaus      | 20.413        | 5,95          | 15,4          | 22 tháng 12 năm 1919 |
| Perris                 | Thành phố             | Riverside       | 68.386        | 31,39         | 81,3          | 26 tháng 5 năm 1911  |
| Petaluma               | Thành phố             | Sonoma          | 57.941        | 14,38         | 37,2          | 12 tháng 4 năm 1858  |
| Pico Rivera            | Thành phố             | Los Angeles     | 62.942        | 8,30          | 21,5          | 29 tháng 1 năm 1958  |
| Piedmont               | Thành phố             | Alameda         | 10.667        | 1,68          | 4,4           | 31 tháng 1 năm 1907  |
| Pinole                 | Thành phố             | Contra Costa    | 18.390        | 5,32          | 13,8          | 25 tháng 6 năm 1903  |
| Pismo Beach            | Thành phố             | San Luis Obispo | 7.655         | 3,60          | 9,3           | 25 tháng 4 năm 1946  |
| Pittsburg              | Thành phố             | Contra Costa    | 63.264        | 17,22         | 44,6          | 25 tháng 6 năm 1903  |
| Placentia              | Thành phố             | Orange          | 50.533        | 6,57          | 17,0          | 2 tháng 12 năm 1926  |
| Placerville            | Thành phố             | El Dorado       | 10.389        | 5,81          | 15,0          | 13 tháng 5 năm 1854  |
| Pleasant Hill          | Thành phố             | Contra Costa    | 33.152        | 7,07          | 18,3          | 14 tháng 11 năm 1961 |
| Pleasanton             | Thành phố             | Alameda         | 70.285        | 24,11         | 62,4          | 18 tháng 6 năm 1894  |
| Plymouth               | Thành phố             | Amador          | 1.005         | 0,93          | 2,4           | 8 tháng 2 năm 1917   |
| Point Arena            | Thành phố             | Mendocino       | 449           | 1,35          | 3,5           | 11 tháng 7 năm 1908  |
| Pomona                 | Thành phố             | Los Angeles     | 149.058       | 22,95         | 59,4          | 6 tháng 1 năm 1888   |
| Port Hueneme           | Thành phố             | Ventura         | 21.723        | 4,45          | 11,5          | 24 tháng 3 năm 1948  |
| Porterville            | Thành phố             | Tulare          | 54.165        | 17,61         | 45,6          | 7 tháng 5 năm 1902   |
| Portola                | Thành phố             | Plumas          | 2.104         | 5,41          | 14,0          | 16 tháng 5 năm 1946  |
| Portola Valley         | Thị xã                | San Mateo       | 4.353         | 9,09          | 23,5          | 14 tháng 7 năm 1964  |
| Poway                  | Thành phố             | San Diego       | 47.811        | 39,08         | 101,2         | 1 tháng 12 năm 1980  |
| Rancho Cordova         | Thành phố             | Sacramento      | 64.776        | 33,51         | 86,8          | 1 tháng 7 năm 2003   |
| Rancho Cucamonga       | Thành phố             | San Bernardino  | 165.269       | 39,85         | 103,2         | 30 tháng 11 năm 1977 |
| Rancho Mirage          | Thành phố             | Riverside       | 17.218        | 24,45         | 63,3          | 3 tháng 8 năm 1973   |
| Rancho Palos Verdes    | Thành phố             | Los Angeles     | 41.643        | 13,46         | 34,9          | 7 tháng 9 năm 1973   |
| Rancho Santa Margarita | Thành phố             | Orange          | 47.853        | 12,96         | 33,6          | 1 tháng 1 năm 2000   |
| Red Bluff              | Thành phố             | Tehama          | 14.076        | 7,56          | 19,6          | 31 tháng 3 năm 1876  |
| Redding                | Thành phố             | Shasta          | 89.861        | 59,65         | 154,5         | 4 tháng 10 năm 1887  |
| Redlands               | Thành phố             | San Bernardino  | 68.747        | 36,13         | 93,6          | 3 tháng 12 năm 1888  |
| Redondo Beach          | Thành phố             | Los Angeles     | 66.747        | 6,20          | 16,1          | 29 tháng 4 năm 1892  |
| Redwood City           | Thành phố             | San Mateo       | 76.815        | 19,42         | 50,3          | 11 tháng 5 năm 1867  |
| Reedley                | Thành phố             | Fresno          | 24.194        | 5,08          | 13,2          | 18 tháng 2 năm 1913  |
| Rialto                 | Thành phố             | San Bernardino  | 99.171        | 22,35         | 57,9          | 17 tháng 11 năm 1911 |
| Richmond               | Thành phố             | Contra Costa    | 103.701       | 30,07         | 77,9          | 7 tháng 8 năm 1905   |
| Ridgecrest             | Thành phố             | Kern            | 27.616        | 20,77         | 53,8          | 29 tháng 11 năm 1963 |
| Rio Dell               | Thành phố             | Humboldt        | 3.368         | 2,28          | 5,9           | 23 tháng 2 năm 1965  |
| Rio Vista              | Thành phố             | Solano          | 7.360         | 6,69          | 17,3          | 6 tháng 1 năm 1894   |
| Ripon                  | Thành phố             | San Joaquin     | 14.297        | 5,30          | 13,7          | 27 tháng 11 năm 1945 |
| Riverbank              | Thành phố             | Stanislaus      | 22.678        | 4,09          | 10,6          | 23 tháng 8 năm 1922  |
| Riverside              | Thành phố             | Riverside       | 303.871       | 81,14         | 210,2         | 11 tháng 10 năm 1883 |
| Rocklin                | Thành phố             | Placer          | 56.974        | 19,54         | 50,6          | 24 tháng 2 năm 1893  |
| Rohnert Park           | Thành phố             | Sonoma          | 40.971        | 7,00          | 18,1          | 28 tháng 8 năm 1962  |
| Rolling Hills          | Thành phố             | Los Angeles     | 1.860         | 2,99          | 7,7           | 24 tháng 1 năm 1957  |
| Rolling Hills Estates  | Thành phố             | Los Angeles     | 8.067         | 3,57          | 9,2           | 18 tháng 9 năm 1957  |
| Rosemead               | Thành phố             | Los Angeles     | 53.764        | 5,16          | 13,4          | 4 tháng 8 năm 1959   |
| Roseville              | Thành phố             | Placer          | 118.788       | 36,22         | 93,8          | 10 tháng 4 năm 1909  |
| Ross                   | Thị xã                | Marin           | 2.415         | 1,56          | 4,0           | 21 tháng 8 năm 1908  |
| Sacramento‡            | Thành phố             | Sacramento      | 466.488       | 97,92         | 253,6         | 27 tháng 2 năm 1850  |
| St. Helena             | Thành phố             | Napa            | 5.814         | 4,99          | 12,9          | 24 tháng 3 năm 1876  |
| Salinas                | Thành phố             | Monterey        | 150.441       | 23,18         | 60,0          | 4 tháng 3 năm 1874   |
| San Anselmo            | Thị xã                | Marin           | 12.336        | 2,68          | 6,9           | 9 tháng 4 năm 1907   |
| San Bernardino         | Thành phố             | San Bernardino  | 209.924       | 59,20         | 153,3         | 10 tháng 8 năm 1869  |
| San Bruno              | Thành phố             | San Mateo       | 41.114        | 5,48          | 14,2          | 23 tháng 12 năm 1914 |
| San Carlos             | Thành phố             | San Mateo       | 28.406        | 5,54          | 14,3          | 8 tháng 7 năm 1925   |
| San Clemente           | Thành phố             | Orange          | 63.522        | 18,71         | 48,5          | 28 tháng 2 năm 1928  |
| San Diego              | Thành phố             | San Diego       | 1.301.617     | 325,19        | 842,2         | 27 tháng 3 năm 1850  |
| San Dimas              | Thành phố             | Los Angeles     | 33.371        | 15,04         | 39,0          | 4 tháng 8 năm 1960   |
| San Fernando           | Thành phố             | Los Angeles     | 23.645        | 2,37          | 6,1           | 31 tháng 8 năm 1911  |
| San Francisco          | Thành phố và quận hạt | San Francisco   | 805.235       | 46,87         | 121,4         | 15 tháng 4 năm 1850  |
| San Gabriel            | Thành phố             | Los Angeles     | 39.718        | 4,14          | 10,7          | 24 tháng 4 năm 1913  |
| San Jacinto            | Thành phố             | Riverside       | 44.199        | 25,72         | 66,6          | 20 tháng 4 năm 1888  |
| San Joaquin            | Thành phố             | Fresno          | 4.001         | 1,15          | 3,0           | 14 tháng 2 năm 1920  |
| San Jose               | Thành phố             | Santa Clara     | 945.942       | 176,53        | 457,2         | 27 tháng 3 năm 1850  |
| San Juan Bautista      | Thành phố             | San Benito      | 1.862         | 0,71          | 1,8           | 4 tháng 5 năm 1896   |
| San Juan Capistrano    | Thành phố             | Orange          | 34.593        | 14,12         | 36,6          | 19 tháng 4 năm 1961  |
| San Leandro            | Thành phố             | Alameda         | 84.950        | 13,34         | 34,6          | 21 tháng 3 năm 1872  |
| San Luis Obispo        | Thành phố             | San Luis Obispo | 45.119        | 12,78         | 33,1          | 16 tháng 2 năm 1856  |
| San Marcos             | Thành phố             | San Diego       | 83.781        | 24,37         | 63,1          | 28 tháng 1 năm 1963  |
| San Marino             | Thành phố             | Los Angeles     | 13.147        | 3,77          | 9,8           | 25 tháng 4 năm 1913  |
| San Mateo              | Thành phố             | San Mateo       | 97.207        | 12,13         | 31,4          | 4 tháng 9 năm 1894   |
| San Pablo              | Thành phố             | Contra Costa    | 29.139        | 2,63          | 6,8           | 27 tháng 4 năm 1948  |
| San Rafael             | Thành phố             | Marin           | 57.713        | 16,47         | 42,7          | 18 tháng 2 năm 1874  |
| San Ramon              | Thành phố             | Contra Costa    | 72.148        | 18,06         | 46,8          | 1 tháng 7 năm 1983   |
| Sand City              | Thành phố             | Monterey        | 334           | 0,56          | 1,5           | 31 tháng 5 năm 1960  |
| Sanger                 | Thành phố             | Fresno          | 24.270        | 5,52          | 14,3          | 9 tháng 5 năm 1911   |
| Santa Ana              | Thành phố             | Orange          | 324.528       | 27,27         | 70,6          | 1 tháng 6 năm 1886   |
| Santa Barbara          | Thành phố             | Santa Barbara   | 88.410        | 19,47         | 50,4          | 9 tháng 4 năm 1850   |
| Santa Clara            | Thành phố             | Santa Clara     | 116.468       | 18,41         | 47,7          | 5 tháng 7 năm 1852   |
| Santa Clarita          | Thành phố             | Los Angeles     | 176.320       | 52,72         | 136,5         | 15 tháng 12 năm 1987 |
| Santa Cruz             | Thành phố             | Santa Cruz      | 59.946        | 12,74         | 33,0          | 31 tháng 3 năm 1866  |
| Santa Fe Springs       | Thành phố             | Los Angeles     | 16.223        | 8,87          | 23,0          | 15 tháng 5 năm 1957  |
| Santa Maria            | Thành phố             | Santa Barbara   | 99.553        | 22,76         | 58,9          | 12 tháng 9 năm 1905  |
| Santa Monica           | Thành phố             | Los Angeles     | 89.736        | 8,41          | 21,8          | 30 tháng 11 năm 1886 |
| Santa Paula            | Thành phố             | Ventura         | 29.321        | 4,59          | 11,9          | 22 tháng 4 năm 1902  |
| Santa Rosa             | Thành phố             | Sonoma          | 167.815       | 41,29         | 106,9         | 26 tháng 3 năm 1868  |
| Santee                 | Thành phố             | San Diego       | 53.413        | 16,24         | 42,1          | 1 tháng 12 năm 1980  |
| Saratoga               | Thành phố             | Santa Clara     | 29.926        | 12,38         | 32,1          | 22 tháng 10 năm 1956 |
| Sausalito              | Thành phố             | Marin           | 7.061         | 1,77          | 4,6           | 4 tháng 9 năm 1893   |
| Scotts Valley          | Thành phố             | Santa Cruz      | 11.580        | 4,59          | 11,9          | 2 tháng 8 năm 1966   |
| Seal Beach             | Thành phố             | Orange          | 24.168        | 11,29         | 29,2          | 27 tháng 10 năm 1915 |
| Seaside                | Thành phố             | Monterey        | 33.025        | 9,24          | 23,9          | 13 tháng 10 năm 1954 |
| Sebastopol             | Thành phố             | Sonoma          | 7.379         | 1,85          | 4,8           | 13 tháng 6 năm 1902  |
| Selma                  | Thành phố             | Fresno          | 23.219        | 5,14          | 13,3          | 15 tháng 3 năm 1893  |
| Shafter                | Thành phố             | Kern            | 16.988        | 27,94         | 72,4          | 20 tháng 1 năm 1938  |
| Shasta Lake            | Thành phố             | Shasta          | 10.164        | 10,92         | 28,3          | 2 tháng 7 năm 1993   |
| Sierra Madre           | Thành phố             | Los Angeles     | 10.917        | 2,95          | 7,6           | 2 tháng 2 năm 1907   |
| Signal Hill            | Thành phố             | Los Angeles     | 11.016        | 2,19          | 5,7           | 22 tháng 4 năm 1924  |
| Simi Valley            | Thành phố             | Ventura         | 124.237       | 41,48         | 107,4         | 10 tháng 10 năm 1969 |
| Solana Beach           | Thành phố             | San Diego       | 12.867        | 3,52          | 9,1           | 1 tháng 7 năm 1986   |
| Soledad                | Thành phố             | Monterey        | 25.738        | 4,41          | 11,4          | 9 tháng 3 năm 1921   |
| Solvang                | Thành phố             | Santa Barbara   | 5.245         | 2,43          | 6,3           | 1 tháng 5 năm 1985   |
| Sonoma                 | Thành phố             | Sonoma          | 10.648        | 2,74          | 7,1           | 3 tháng 9 năm 1883   |
| Sonora                 | Thành phố             | Tuolumne        | 4.903         | 3,06          | 7,9           | 1 tháng 5 năm 1851   |
| South El Monte         | Thành phố             | Los Angeles     | 20.116        | 2,84          | 7,4           | 30 tháng 7 năm 1958  |
| South Gate             | Thành phố             | Los Angeles     | 94.396        | 7,24          | 18,8          | 20 tháng 1 năm 1923  |
| South Lake Tahoe       | Thành phố             | El Dorado       | 21.403        | 10,16         | 26,3          | 30 tháng 11 năm 1965 |
| South Pasadena         | Thành phố             | Los Angeles     | 25.619        | 3,41          | 8,8           | 2 tháng 3 năm 1888   |
| South San Francisco    | Thành phố             | San Mateo       | 63.632        | 9,14          | 23,7          | 19 tháng 9 năm 1908  |
| Stanton                | Thành phố             | Orange          | 38.186        | 3,15          | 8,2           | 4 tháng 6 năm 1956   |
| Stockton               | Thành phố             | San Joaquin     | 291.707       | 61,67         | 159,7         | 23 tháng 7 năm 1850  |
| Suisun City            | Thành phố             | Solano          | 28.111        | 4,11          | 10,6          | 9 tháng 10 năm 1868  |
| Sunnyvale              | Thành phố             | Santa Clara     | 140.081       | 21,99         | 57,0          | 24 tháng 12 năm 1912 |
| Susanville             | Thành phố             | Lassen          | 17.947        | 7,93          | 20,5          | 24 tháng 8 năm 1900  |
| Sutter Creek           | Thành phố             | Amador          | 2.501         | 2,56          | 6,6           | 11 tháng 2 năm 1913  |
| Taft                   | Thành phố             | Kern            | 9.327         | 15,11         | 39,1          | 7 tháng 11 năm 1910  |
| Tehachapi              | Thành phố             | Kern            | 14.414        | 9,87          | 25,6          | 13 tháng 8 năm 1909  |
| Tehama                 | Thành phố             | Tehama          | 418           | 0,79          | 2,0           | 5 tháng 7 năm 1906   |
| Temecula               | Thành phố             | Riverside       | 100.097       | 30,15         | 78,1          | 1 tháng 12 năm 1989  |
| Temple City            | Thành phố             | Los Angeles     | 35.558        | 4,01          | 10,4          | 25 tháng 5 năm 1960  |
| Thousand Oaks          | Thành phố             | Ventura         | 126.683       | 55,03         | 142,5         | 7 tháng 10 năm 1964  |
| Tiburon                | Thị xã                | Marin           | 8.962         | 4,43          | 11,5          | 23 tháng 6 năm 1964  |
| Torrance               | Thành phố             | Los Angeles     | 145.538       | 20,48         | 53,0          | 21 tháng 5 năm 1921  |
| Tracy                  | Thành phố             | San Joaquin     | 82.922        | 22,00         | 57,0          | 22 tháng 7 năm 1910  |
| Trinidad               | Thành phố             | Humboldt        | 367           | 0,48          | 1,2           | 7 tháng 11 năm 1870  |
| Truckee                | Thị xã                | Nevada          | 16.180        | 32,32         | 83,7          | 23 tháng 3 năm 1993  |
| Tulare                 | Thành phố             | Tulare          | 59.278        | 20,93         | 54,2          | 5 tháng 4 năm 1888   |
| Tulelake               | Thành phố             | Siskiyou        | 1.010         | 0,41          | 1,1           | 1 tháng 3 năm 1937   |
| Turlock                | Thành phố             | Stanislaus      | 68.549        | 16,93         | 43,8          | 15 tháng 2 năm 1908  |
| Tustin                 | Thành phố             | Orange          | 75.540        | 11,08         | 28,7          | 21 tháng 9 năm 1927  |
| Twentynine Palms       | Thành phố             | San Bernardino  | 25.048        | 59,14         | 153,2         | 23 tháng 11 năm 1987 |
| Ukiah                  | Thành phố             | Mendocino       | 16.075        | 4,67          | 12,1          | 8 tháng 3 năm 1876   |
| Union City             | Thành phố             | Alameda         | 69.516        | 19,47         | 50,4          | 26 tháng 1 năm 1959  |
| Upland                 | Thành phố             | San Bernardino  | 73.732        | 15,62         | 40,5          | 15 tháng 5 năm 1906  |
| Vacaville              | Thành phố             | Solano          | 92.428        | 28,37         | 73,5          | 9 tháng 8 năm 1892   |
| Vallejo                | Thành phố             | Solano          | 115.942       | 30,67         | 79,4          | 30 tháng 3 năm 1868  |
| Ventura                | Thành phố             | Ventura         | 106.433       | 21,65         | 56,1          | 2 tháng 4 năm 1866   |
| Vernon                 | Thành phố             | Los Angeles     | 112           | 4,97          | 12,9          | 22 tháng 9 năm 1905  |
| Victorville            | Thành phố             | San Bernardino  | 115.903       | 73,18         | 189,5         | 21 tháng 9 năm 1962  |
| Villa Park             | Thành phố             | Orange          | 5.812         | 2,08          | 5,4           | 11 tháng 1 năm 1962  |
| Visalia                | Thành phố             | Tulare          | 124.442       | 36,25         | 93,9          | 27 tháng 2 năm 1874  |
| Vista                  | Thành phố             | San Diego       | 93.834        | 18,68         | 48,4          | 28 tháng 1 năm 1963  |
| Walnut                 | Thành phố             | Los Angeles     | 29.172        | 8,99          | 23,3          | 19 tháng 1 năm 1959  |
| Walnut Creek           | Thành phố             | Contra Costa    | 64.173        | 19,76         | 51,2          | 21 tháng 10 năm 1914 |
| Wasco                  | Thành phố             | Kern            | 25.545        | 9,43          | 24,4          | 22 tháng 12 năm 1945 |
| Waterford              | Thành phố             | Stanislaus      | 8.456         | 2,33          | 6,0           | 7 tháng 11 năm 1969  |
| Watsonville            | Thành phố             | Santa Cruz      | 51.199        | 6,69          | 17,3          | 30 tháng 3 năm 1868  |
| Weed                   | Thành phố             | Siskiyou        | 2.967         | 4,79          | 12,4          | 25 tháng 1 năm 1961  |
| West Covina            | Thành phố             | Los Angeles     | 106.098       | 16,04         | 41,5          | 17 tháng 2 năm 1923  |
| West Hollywood         | Thành phố             | Los Angeles     | 34.399        | 1,89          | 4,9           | 29 tháng 11 năm 1984 |
| West Sacramento        | Thành phố             | Yolo            | 48.744        | 21,43         | 55,5          | 1 tháng 1 năm 1987   |
| Westlake Village       | Thành phố             | Los Angeles     | 8.270         | 5,19          | 13,4          | 11 tháng 12 năm 1981 |
| Westminster            | Thành phố             | Orange          | 89.701        | 10,05         | 26,0          | 27 tháng 3 năm 1957  |
| Westmorland            | Thành phố             | Imperial        | 2.225         | 0,59          | 1,5           | 30 tháng 6 năm 1934  |
| Wheatland              | Thành phố             | Yuba            | 3.456         | 1,48          | 3,8           | 23 tháng 4 năm 1874  |
| Whittier               | Thành phố             | Los Angeles     | 85.331        | 14,65         | 37,9          | 25 tháng 2 năm 1898  |
| Wildomar               | Thành phố             | Riverside       | 32.176        | 23,69         | 61,4          | 1 tháng 7 năm 2008   |
| Williams               | Thành phố             | Colusa          | 5.123         | 5,44          | 14,1          | 17 tháng 5 năm 1920  |
| Willits                | Thành phố             | Mendocino       | 4.888         | 2,80          | 7,3           | 19 tháng 11 năm 1888 |
| Willows                | Thành phố             | Glenn           | 6.166         | 2,85          | 7,4           | 16 tháng 1 năm 1886  |
| Windsor                | Thị xã                | Sonoma          | 26.801        | 7,27          | 18,8          | 1 tháng 7 năm 1992   |
| Winters                | Thành phố             | Yolo            | 6.624         | 2,91          | 7,5           | 9 tháng 2 năm 1898   |
| Woodlake               | Thành phố             | Tulare          | 7.279         | 2,25          | 5,8           | 23 tháng 9 năm 1941  |
| Woodland               | Thành phố             | Yolo            | 55.468        | 15,30         | 39,6          | 22 tháng 2 năm 1871  |
| Woodside               | Thị xã                | San Mateo       | 5.287         | 11,73         | 30,4          | 16 tháng 11 năm 1956 |
| Yorba Linda            | Thành phố             | Orange          | 64.234        | 19,48         | 50,5          | 2 tháng 11 năm 1967  |
| Yountville             | Thị xã                | Napa            | 2.933         | 1,53          | 4,0           | 4 tháng 2 năm 1965   |
| Yreka                  | Thành phố             | Siskiyou        | 7.765         | 9,98          | 25,8          | 21 tháng 4 năm 1857  |
| Yuba City              | Thành phố             | Sutter          | 64.925        | 14,58         | 37,8          | 23 tháng 1 năm 1908  |
| Yucaipa                | Thành phố             | San Bernardino  | 51.367        | 27,89         | 72,2          | 27 tháng 11 năm 1989 |
| Yucca Valley           | Thị xã                | San Bernardino  | 20.700        | 40,02         | 103,7         | 27 tháng 11 năm 1991 |